# Esgrima als Jocs Olímpics d'estiu de 1900 - Sabre professional
El sabre professional va ser una de les proves d'esgrima disputades als Jocs Olímpics de París de 1900. En ella hi prengueren part 29 tiradors representants de 7 nacions.

## Medallistes
| Or            | Plata          | Bronze        |
| Antonio Conte | Italo Santelli | Milan Neralić |

## Ronda preliminar
La primera ronda es va disputar el 23 de juny. Es van disputar 4 sèries, classificant-se els quatre primers per a les semifinals.
| Nom              |
| ---------------- |
| Xavier Anchetti  |
| Brun-Biusson     |
| Camier           |
| Chantelat        |
| Clappier         |
| Antonio Conte    |
| François Delibes |
| Hébrant          |
| Horvath          |
| Michaux          |
| Midelair         |
| Milan Neralić    |
| Pinault          |
| Italo Santelli   |
| Otello Santelli  |
| Zakovorot        |
| Alessandri       |
| Aufort           |
| Bersin           |
| Coquelin         |
| Dambremat        |
| Dargein          |
| Delamaide        |
| Márton Endrédi   |
| Flahaut          |
| Gabriel          |
| N. Orleans       |
| J. Santelli      |
| Schoenfeld       |

## Semifinals
Els 16 tiradors classificats per a les semifinals foren dividits en dues sèries de 8 tiradors cadascuna. Es van enfrontar seguint el sistema de tots contra tots entre el 25 i el 26 de juny. Els quatre primers de cada sèries passava a la final.
| Semifinal A | Semifinal A      | Semifinal A | Semifinal A |
| Posició     | Nom              | Victòries   | Derrotes    |
| ----------- | ---------------- | ----------- | ----------- |
| 1           | Antonio Conte    | 6           | 1           |
| 2           | Hébrant          | 5           | 2           |
| 3           | François Delibes | 5           | 2           |
| 4           | Milan Neralić    | 5           | 2           |
| 5           | Horvath          | 3           | 4           |
| 6           | Brun-Buisson     | 1           | 6           |
| 7           | Clappier         | 0           | 7           |
| 8           | Otello Santelli  | 3           | 4           |

| Semifinal B | Semifinal B     | Semifinal B | Semifinal B |
| Posició     | Nom             | Victòries   | Derrotes    |
| ----------- | --------------- | ----------- | ----------- |
| 1           | Italo Santelli  | 6           | 1           |
| 2           | Michaux         | 6           | 1           |
| 3           | Zakoavorot      | 5           | 2           |
| 4           | Xavier Anchetti | 4           | 3           |
| 5           | Chantelat       | 3           | 4           |
| 6           | Pinault         | 2           | 5           |
| 7           | Camier          | 2           | 5           |
| 8           | Midelair        | 0           | 7           |

## Final
La final es va disputar el 27 de juny seguint el sistema de tots contra tots. Hi van prendre part 8 tiradors i els empats es van solucionar amb un combat extra.
| Posició | Nom              | Victòries | Derrotes |
| ------- | ---------------- | --------- | -------- |
| Or      | Antonio Conte    | 7         | 0        |
| Plata   | Italo Santelli   | 6         | 1        |
| Bronze  | Milan Neralić    | 4         | 3        |
| 4       | François Delibes | 3         | 4        |
| 5       | Yulian Michaux   | 3         | 4        |
| 6       | Xavier Anchetti  | 2         | 5        |
| 7       | Pyotr Zakovorot  | 2         | 5        |
| 8       | Hébrant          | 1         | 6        |